# Sean Curran
Sean M. Curran est un agent de l'United States Secret Service qui en est le directeur depuis 2025. Il a dirigé l'équipe de protection du président Donald Trump avant sa deuxième investiture. Curran était présent lors de la tentative d'assassinat de Trump à Butler, en Pennsylvanie, en juillet 2024. Lors de la fusillade, il s'est précipité pour protéger Trump lorsqu'il a été touché à l'oreille droite.

## Début de vie
Curran est originaire du New Jersey,.

## Carrière

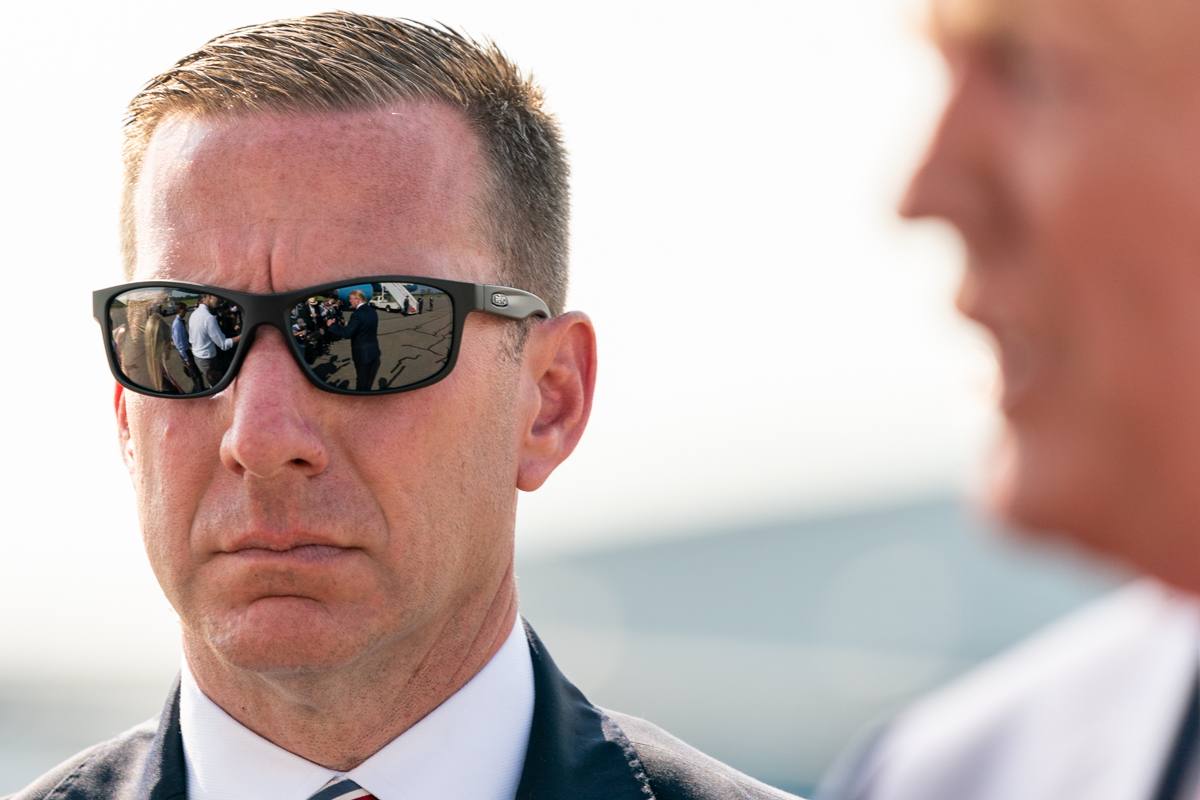
Curran en 2019

Curran a rejoint l'agence en septembre 2001 au bureau de terrain de Newark, avant de rejoindre la division de protection des dignitaires et de travailler dans l'équipe du président Barack Obama. Il est promu agent spécial adjoint chargé de la protection présidentielle le 29 décembre 2024 . Curran a été l'agent spécial chargé de la sécurité du président Donald Trump pendant quatre ans et était présent lors de la première tentative d'assassinat contre lui , ou il fait partie des agents se précipitant pour le protéger. Dans son rôle de chef de l'équipe de protection de l'ancien président, Curran supervisait 85 agents.

### Directeur du Secret Service
Le 22 janvier 2025, le président Donald Trump nomme Sean Curran directeur de l'United States Secret Service. Dans une déclaration expliquant sa décision, Trump a souligné le courage de Curran, écrivant : « Il a prouvé son courage intrépide lorsqu'il a risqué sa propre vie pour aider à sauver la mienne d'une balle d'assassin à Butler, en Pennsylvanie. ». Avant sa nomination, Curran n'avait jamais été affecté au siège des services secrets, ni promu au Senior Executive Service. La nomination de Sean Curran au poste de directeur du Secret Service ne nécessitait pas la confirmation du Sénat et va a l'encontre d'une commission bipartisane qui avait recommandé de nommer un directeur extérieur a l'agence.